# Stenichneumon maculiceps
Stenichneumon maculiceps är en stekelart som först beskrevs av Cameron 1904.  Stenichneumon maculiceps ingår i släktet Stenichneumon och familjen brokparasitsteklar. Inga underarter finns listade i Catalogue of Life.